# Tangestão
Tangestão (em persa: شهرستان تنگستان) é um condado na província de Bushehr no Irã. A capital do município é Ahram. No censo de 2006, a população do condado era 63.276 pessoas, em 14.620 famílias.